# Anno Satanæ
Anno Satanæ es el primer demo de la banda portuguesa Moonspell con ese nombre, pero a nivel de integrantes, viene a ser el segundo.
Primero fue un lanzamiento más bien privado, luego fue relanzado por la discográfica Lion Records

## Listado de canciones
1. Intro
2. Goat On Fire
3. Ancient Winter Goddess
4. Wolves From The Fog
5. Outro

En el relanzamiento de este demo, aparece uno de los logos característicos de la banda, que los fanáticos y Fernando Ribeiro mantienen en sus poleras.
- Datos: Q5696504